# Citroën C-Crosser
De Citroën C-crosser is een SUV van de Franse autofabrikant Citroën. In de zomer van 2007 is de verkoop deze auto van start gegaan. Hij wordt gemaakt door Mitsubishi op basis van de Outlander. De auto was voor het eerst te zien op de IAA in 2001 waar hij reeds de C-Crosser heette. Een bijna identieke auto wordt Peugeot uitgebracht als de Peugeot 4007.
De C-Crosser en de 4007 zijn de eerste auto's die in Japan onder een Franse merknaam worden uitgebracht.

## Uitvoeringen
De C-crosser is beschikbaar in de volgende uitvoeringen:
- Ligne Prestige
- Dynamique
- Exclusive

## Stoelverdeling
De C-Crosser biedt ruimte om zeven personen te vervoeren. De achterste rij met twee stoelen kan volledig in de vloer verdwijnen waardoor een vlakke laadruimte ontstaat. De tweede rij kan ook naar voren worden geklapt om een heel grote laadruimte te doen ontstaan van in totaal 1686 liter.

## Aandrijving
Er kan, afhankelijk van het terrein, gekozen worden voor drie instelling voor de aandrijving van de wielen. Bij 2-wielaandrijving worden alleen de voorwielen aangedreven, kies je voor 4-wielaandrijving dan bepaalt de auto naar welke wielen de kracht wordt gestuurd, afhankelijk van de hoeveelheid grip. Met de "lock" instelling is de aandrijving van zowel de voor- als achterwielen constant.

## Motoren
In Nederland is op het moment  de 2,2 liter turbodieselmotor met 156pk en een 2.4 liter turbobenzine met 170pk leverbaar. Beide motoren hebben een energielabel F.

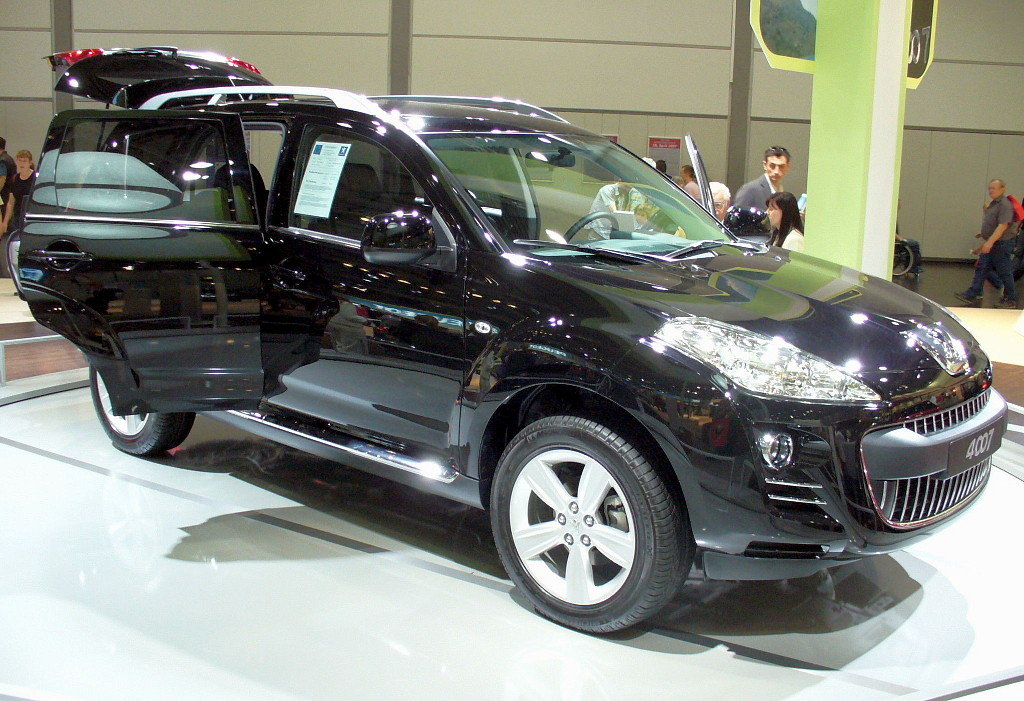
De technisch identieke Peugeot 4007

## Veiligheid
De C-Crosser is standaard uitgerust met zes airbags.